# 상진
상진(尙震, 1493년 7월 17일(음력 6월 5일)~ 1564년 4월 4일(윤2월 23일))은 조선의 문신이다. 본관은 목천(木川)이다. 조선 명종조에 우의정, 좌의정을 거쳐 영의정에 올라 14년 동안 조선의 재상으로서 국정을 총괄하였다. 시호는 성안(成安)이다. 이제신의 처조부이다.

## 생애
증조부 상영부(尙英孚)는 호군(護軍)을 역임하였고, 충청도 임천(林川)에서 살고 있을 때 가세(家勢)가 풍족하였는데, 일찍이 채권(債卷)을 불살라 버리고 말하기를, “나의 후손은 반드시 창성할 것이다.” 하였다. 그 후 음덕을 심어 경사(慶事)가 거듭 생기면서 할아버지 상효충(尙孝忠)이 수군 우후(水軍虞侯)를 역임하고, 아버지 상보(尙甫)는 안기도 찰방(安奇道察訪)을 지냈다. 상보(尙甫)는 연안(延安)의 명망 있는 가문인 김도(金濤)의 후손 박사(博士) 김휘(金徽)의 딸과 혼인하고, 성주산(聖住山)에 기도하니 1493년(성종 24년) 음력 6월 5일 상진(尙震)이 태어났다.
상진은 5세에 어머니를 여의고 8세에는 아버지를 여의어, 큰 누나인 하산군(夏山君) 성몽정(成夢井) 부인에게서 양육되었다. 천성이 혼후(渾厚)하고 침착하여 이미 어른스러웠으니, 아무리 고통스러운 일을 당해도 말과 얼굴빛이 바뀌지 않았다.
1516년(중종 11) 생원시(生員試)에 합격하고, 1519년 별시 문과에 병과로 급제해 예문관검열(藝文館檢閱)이 되었다. 곧이어 봉교(奉敎)·예조좌랑을 거쳐 사헌부지평(司憲府持平)에 특진되었다.
1528년 사헌부장령(司憲府掌令)를 지내고, 이어 장령·홍문관교리(弘文館校理) 등을 역임하면서 지방 관리의 탐학을 제거할 것과 농촌 진흥책을 제시하였다.
1534년(중종 29) 사간원 대사간(司諫院大司諫)이 되었고, 1535년(중종 30) 6월 동부승지(同副承旨)에 제수되었다가 1536년(중종 31) 좌부승지에 제수되었다.
1537년(중종 32) 사간원 대사간(司諫院大司諫)에 재임명되었다가, 10월 형조참판으로 제수되었으며 중종의 특명으로 가선대부(嘉善大夫)에 올랐다.
1538년(중종 33) 7월에 경기도 관찰사로 나갔고, 1539년(중종 34) 6월 형조판서로 승진하였다. 9월에는 대사헌이 되었다가 10월에는 평안도관찰사로 나갔다.
1541년(중종 36) 중종의 특명으로 자급(資級)을 뛰어넘어 한성부판윤(漢城府判尹)이 되었다.
1543년(중종 38) 6월에 공조판서가 되었다가, 7월에는 병조판서에 제수되어 조선의 국방을 총괄하였다.
1544년(중종 39) 성절사(聖節使)로 명나라에 다녀온 뒤 2월에 우찬성(右贊成)에 제수되었으나 4월 지돈녕부사(知敦寧府事)로 체직되었다. 5월에 형조판서로 옮겼고, 12월에 중종이 죽자 춘추관지사(春秋館知事)로서 《중종실록(中宗實錄)》 편찬에 참여했다.
1545년(인종 1) 1월 인종이 즉위하자 윤원로(尹元老)와 결탁하였다 하여 경상도관찰사로 좌천되었다. 1545년(명종 즉위년) 지중추부사에 제수되었다.
1546년(명종 1) 명종이 즉위하여 이기(李芑) 등이 실권을 장악하자, 이기의 천거와 문정왕후(文定王后)의 후원으로 의정부 우참찬이 되었고, 2월 원종공신 일등에 녹훈되었다. 같은 해 9월에 병조판서에 임명되어 군정확립에 힘썼는데, 특히 마정(馬政)의 중요성을 강조하고 그 실시에 노력하였다.
1548년(명종 3) 6월에 지의금부사로 임명되고, 7월 숭정대부(崇政大夫) 우찬성이 되었다.
1549년(명종 4) 1월에 이기·윤원형(尹元衡)의 추천으로 이조판서가 되었고, 9월에 우의정에 올라서 이기·심연원(沈連源) 등과 더불어 국정을 주관하였는데, 문정왕후가 주장한 양종(兩宗) 설립에 온건론을 폈고, 부민고소법(部民告訴法)을 실시하여 민원을 살피기도 하였다.
1551년(명종 6) 8월에 좌의정에 올랐다. 정승이 되어서는 심통원과 사돈을 맺고 척리(戚里)들과 체결하였다. 1557년(명종 12) 세자부(世子傅)가 되었다.
1558년(명종 13) 영의정이 되어 5년 동안 조선의 국정을 총괄하였다. 영의정에 재임하는 동안 황해도 평산(平山)에서 임꺽정(林巨正)의 난이 있어나자 이를 평정시켰으며 좌의정 이준경(李浚慶)과 더불어 사림을 등용하는 데 힘썼다.
1561년(명종 16) 가을에 임천(林川)의 선영(先塋)에 성묘를 하러 갈 때 왕이 상진의 손자 부솔(副率) 상시손(尙蓍孫)에게 명하여 역마를 타고 그를 호위하게 하고, 중사(中使)를 보내 표피(豹皮)를 하사하였으며, 또 어사의(御蓑衣)를 내려주었으니, 이는 근세의 훈구(勳舊) 중에 일찍이 없던 일이다. 상진이 전(箋)을 올려 사은(謝恩)하니, 명종이 비답하기를 "이것은 내가 대신(大臣)을 존경하고 노덕(老德)을 우대하는 뜻입니다." 하였다.
1562년(명종 17)에 나이 70세로 예(禮)에 따라 치사(致仕)하겠다고 하자, 허락되지 않고 궤장(几杖)이 하사되었다. 잔치를 여는 날 문정왕후(文定王后), 인성왕후(仁聖王后), 명종, 인순왕후(仁順王后)가 다 주육(酒肉)을 보내 왔으므로, 상진이 사전(謝箋)을 올리자 명종이 비답하기를, "인생 칠십 고래희(人生七十古來稀)라고 하였듯이 나는 노덕을 귀하게 여깁니다. 12년 동안 재상으로 있는 일은 세상에 많지 않습니다. 어찌 노성(老成)한 사람을 물러가게 하겠습니까?" 하였다.
1564년(명종 19) 윤 2월 24일 향년 72세에 영중추부사(領中樞府事)로 졸하였다. 시호는 성안(成安)이다. 왕이 부음(訃音)을 듣고 조시(朝市)를 걷고 육선(肉饍)을 물려 애도를 표하였다. 5월 19일로 경기도 과천(果川) 동쪽 상초리(霜草里) 곤좌 간향(坤坐艮向)의 언덕에 장사지냈다. 묘는 서울특별시 서초구 상문고등학교(尙文高等學校) 안에 있다.

## 평가
상진은 자품(資稟)이 충후(忠厚)하고 풍채가 침착하고 드레지었으며, 낯빛이 부드럽고 기운이 온화한데다 도량이 크고 사려가 깊었다. 많은 사람들 사이에 처해서도 모가 나거나 남과 틀리는 행동을 하지 않았으며, 다른 사람이 언짢게 해도 더불어 다투지 않았다. 행동이 여유가 있어 황급한 상황 속에서도 일찍이 말을 빨리 하거나 당황한 기색은 보이지 않았다. 그 외모로 볼 때 느리고 무딘 듯하지만 내면으로는 강하고 용맹하면서도 모나게 행동하지 않았다. 행신(行身)에 있어서는 짜여진 법도를 중시하지 않으면서도 항상 기질을 바로잡고 덕성을 함양할 것을 추구하여 벽에다 자경(自警)하는 글을 쓰기를, “경망함은 진중함으로써 바로잡아야 하고 급박함은 완만으로써 바로잡아야 하며, 편협함은 너그러움으로써 바로잡아야 하고 조급함은 조용함으로써 바로잡아야 하며, 사나움은 화기로써 바로잡아야 하고 추솔(麤率)함은 세밀함으로 바로잡아야 한다.”고 하였다.

## 가족 관계
- 할아버지 : 우후(虞侯) 상효충(尙孝忠)
  - 아버지 : 찰방(察訪) 상보(尙甫)
- 외할아버지 : 김휘(金徽)
  - 어머니 : 연안 김씨
    - 매부 : 성몽정(成夢井)

  - 장인 : 개산부수(介山副守) 이효지(李孝智) - 효령대군(孝寧大君)의 증손자
  - 장모 : 창녕 성씨 - 성담년(成聃年)의 딸 
    - 부인 : 정경부인 전주 이씨
      - 장남 : 선무랑(宣務郞) 상붕남(尙鵬南)
      - 며느리 : 전주 이씨 - 절도사(節度使) 이형순(李亨順)의 딸
        - 손녀 : 상덕복(尙德福, 1530 ~ ?)
        - 손자 : 상시손(尙蓍孫, 1537 ~ 1599)
        - 손자 며느리 : 청송 심씨 - 좌의정 심통원(沈通源)의 딸
        - 손자 며느리 : 고성 이씨 - 이경(李磬)의 딸
        - 손녀 : 상덕록(尙德祿, 1538 ~ ?)

    - 측실 : 훈련도정(訓鍊都正) 김윤종(金胤宗)의 딸
      - 서자 : 관상감 직장(觀象監直長) 상존성(尙存省)
      - 며느리 : 군수(郡守) 김빈(金鑌)의 딸

## 관련 문화재
- 성안공 상진 묘역 (서울특별시 유형문화재 제60호)
- 성안상공신도비 : 상진(尙震)의 신도비. 서울특별시유형문화재 제60호. 높이 362cm, 비신 높이 220cm, 너비 106cm, 두께 36cm. 성안은 조선 중기의 재상 상진의 시호로, 이 비는 1566년(명종 21)에 세워졌다. 화강암제 장대석 기단과 네모받침돌 위에 대리석제 비신(碑身)을 얹은 다음, 그 위에 화강암제 첨석(檐石)을 얹었다. 받침돌 4면에는 방형 구획 속에 꽃무늬를 조각하였다. 비문은 손자 상시손(尙蓍孫)의 부탁으로 좌찬성 홍섬(洪暹)이 지었고, 글씨는 송설체(松雪體)에 뛰어났던 여성군(礪城君) 송인(宋寅)이 썼으며, “成安公神道碑銘”이란 두전(頭篆)은 둘째 사위 예문관검열 이제신(李濟臣)이 썼다. 비문에는 중종·인종·명종대에 활약한 상진의 행력과 충후(忠厚)하고 전중(典重)한 그의 품성과 행위에 대해 적혀 있다.